# 羅瑟勒姆
羅瑟勒姆（英語： i/ˈrɒðərəm/ RODH-ər-əm）是英國英格蘭南約克郡的一座城市。據2001年人口普查，羅瑟勒姆有人口117,262人。羅瑟勒姆位於錫菲和唐卡斯特之間，距錫菲市中心約有10公里，是錫菲都市區的城市之一。

## 外部連結
- Rotherham Metropolitan Borough Council （页面存档备份，存于）
- Boston Castle, Rotherham, website （页面存档备份，存于）
- 《末日審判書》上的羅瑟勒姆

1. ↑  Wells, John C.  3rd. Longman. 2008: 697. ISBN 9781405881180.